# Râul Moldova
Râul Moldova este un râu din regiunile istorice Bucovina și Moldova ale României, afluent de dreapta al râului Siret, izvorăște din Obcina Feredeu și Obcina Mestecăniș, străbate județele Suceava și Neamț, și se varsă în Siret lângă localitatea Roman. Are o lungime totală de 213 km și suprafața bazinului hidrografic este de 4,299 km2. Râul a dat numele Principatului Moldovei, al cărui primă capitală a fost Târgul Moldovei (azi Baia) care se află pe Râul Moldova.

## Etimologie
După tradiția păstrată în "Letopisețul anonim al Moldovei", apoi în unele copii ale cronicii lui Grigore Ureche cu părți interpolate, precum și la Miron Costin, se spune că voievodul maramureșean Dragoș (1351-1353) a ieșit cu oamenii săi din Maramureș și a descălecat în Moldova "în zilele lui Laslău craiul unguresc, care cu ajutorul românilor i-a scos pe tătari din Moldova, gonindu-i peste Nistru". Cercetări mai recente, efectuate de istoricii O. Pecican, T. Parasca, Ș. Papacostea și alții  au indicat invazia tătarilor din 1285 ca fiind momentul in care a fost menționat râul Moldova și a fost intemeiată Moldova dintre Carpați si râul Moldova. La baza interpretărilor mai noi stă un fragment din cronica lui Simion Dascălul, care se referă la cronica lui Gr. Ureche, dar și la un „letopiseț unguresc” acum dispărut. Simion Dascălul  invocă lupta lui „Laslău craiul unguresc, care-i zic filosof” (adică regele Ludovic Cumanul) cu tătarii  și care „pre câșlegile Născutului (din latinește "caseum liga" = leagă cașul, adică lăsata cașului, postul cașului; iar Născutului= Crăciunului), cu toată puterea sa s-au apucat de tătari a-i bate și a-i goni, de i-au trecut muntele pe ceastă parte pre la Rodna”, ajungând astfel și în Moldova în anul 1285.
Conform legendelor, voievodul român Dragoș se afla la vânătoare și urmărea un bour pe care-l rănise. L-a hăituit prin pădure până a ajuns la o apă. Aici bourul a trecut prin vad, dar cățeaua lui Dragoș, pe nume Molda, s-a înecat în apele adânci și repezi ale râului. Fiara a fost ucisă, iar Dragoș a dat râului numele de Moldova, după numele cățelei sale .
Iată cum descrie acest eveniment cronicarul Grigore Ureche: "umblându păstorii de la Ardeal, ce să chiiamă Maramoroș, în munți cu dobitoacile, au dat de o hiară ce să chiamă buor și după multă goană ce o au gonit-o prin munți cu dulăi, o au scos la șesul apei Moldovei. Acolea fiindu și hiara obosită, au ucis-o la locul unde să chiamă acum Buorénii, daca s-au discălicat sat. Și hierul țării sau pecetea cap de buor să însemnează. Și cățeaoa cu care au gonit fiara acéia au crăpat, pre carea o au chiemat-o Molda, iară apei de pre numele cățélii Moldii, i-au zis Molda, sau cumu-i zic unii, Moldova. Ajijdirea și țării, dipre numele apei i-au pus numele Moldova." 
O alta informație, din Cronica moldo-rusă, arată despre Laslău craiul unguresc (căruia îi corespunde în istorie,Vladislav Cumanul) că după o bătălie cu tătarii, în 1285, a creat o marcă cu centrul la Baia pe apa Moldovei. , 
Dragoș și-a stabilit drept capitală a mărcii sale, târgul Baia (denumit Civitas Moldaviensis) de pe râul Moldova. Principatul format aici a fost denumit Principatul Moldovei, după numele râului.

## Geografie
Râul Moldova izvorăște din vârful Lucina al Obcinii Feredeu. Izvorul său se află în apropiere de localitatea Moldova-Sulița, aflată pe teritoriul județului Suceava.
El curge pe o lungime de 237 km în direcția NV-SE și străbate teritoriile a trei județe: Suceava, Iași și Neamț. Din lungimea sa, 150 km se află pe teritoriul județului Suceava, unde bazinul său hidrografic ocupă peste 35% din suprafața județului. În acest județ, râul străbate sectoare cu pantă mai accentuată (Pojorâta, Prisaca) și sectoare unde panta scade la mai puțin de 3 m/km.
Odată cu ieșirea din munți, cursul Moldovei se ramifică în depresiunile intramontane, formând grinduri, praguri și ostroave . Pe teritoriul județului Iași, Moldova curge pe o lungime de 30 km, având un debit mediu de 31,1 m³/s.
Râul primește afluenți și de partea stângă și de partea dreaptă, printre cei mai importanți menționăm râurile Humor (la Gura Humorului), Suha (la Frasin), Moldovița, Putna, Colacu (la Fundu Moldovei) și Sărata (la Preutești). De-a lungul curgerii sale, Moldova străbate mai multe localități, printre care orașele Câmpulung Moldovenesc și Roman.
Moldova se varsă în râul Siret pe teritoriul județului Neamț, în apropierea orașului Roman. De la râul Moldova și-a luat numele ținutul istoric românesc și statul medieval Moldova.

## Mențiuni literare
Râul Moldova apare în mai multe scrieri ale lui Mihail Sadoveanu. În vara anului 1576, grupul lui Nicoară Potcoavă poposește în romanele Șoimii (1904) și Nicoară Potcoavă (1952) în satul Dăvideni de pe malul Moldovei, după ce se odihnise în noaptea anterioară în lunca râului. Scriitorul descrie astfel acest râu: „Lunca de sălcii vechi deschidea bolți în jur; pe subt ele unii din ei duseseră caii la păscut. Pe cei rămași, pâlpâirile focului îi descopereau când și când, apoi umbra îi cufunda ca într-un necunoscut. Venea până la foc sunet de ape de la un vad al Moldovei. Subt malul înalt, râul sclipea lin într-o bulboană, în care dintrodată și-a oglindit globul luna în scădere, răsărită deasupra piscului Bourei.”

## Imagini

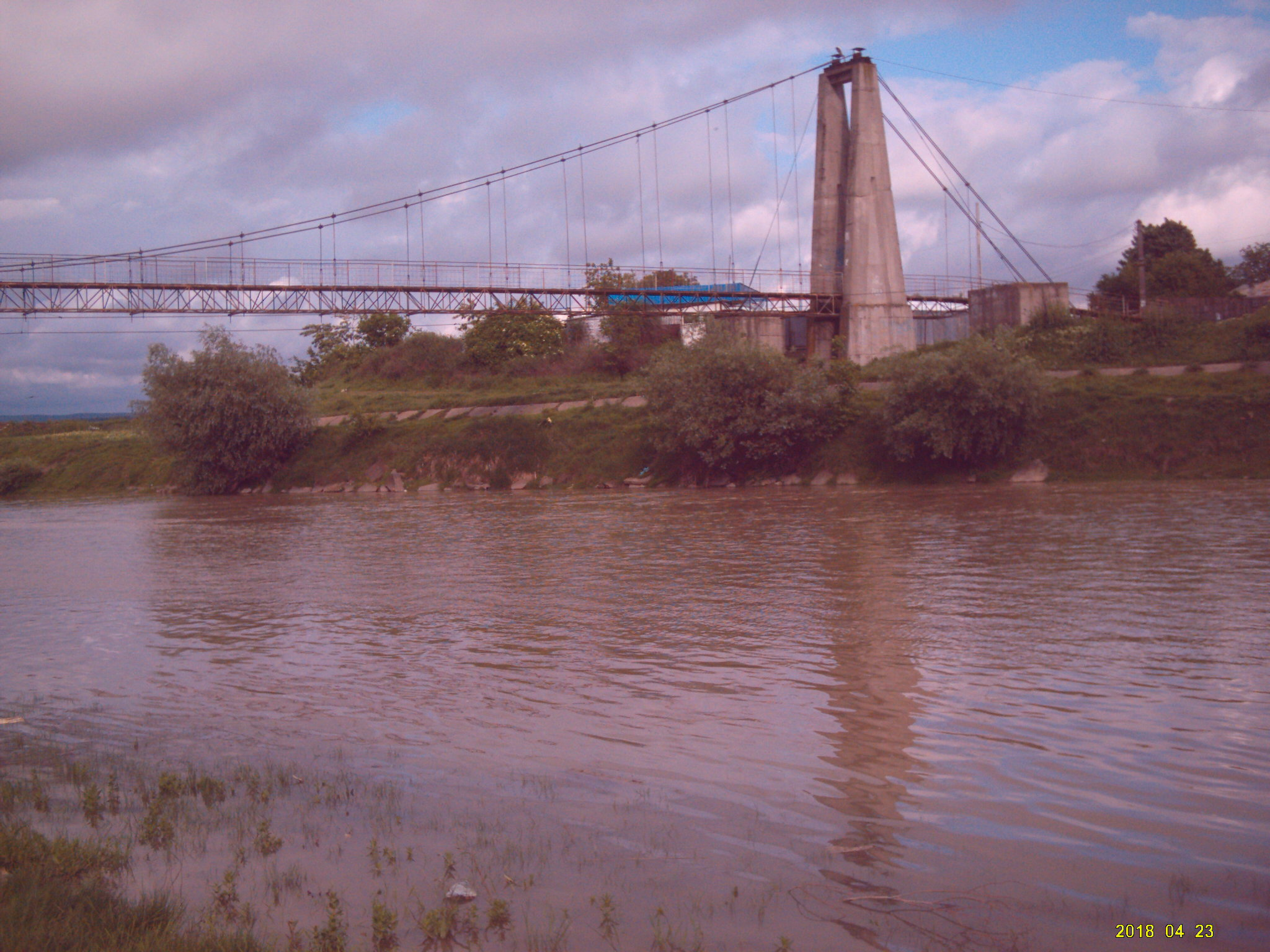
Puntea peste râul Moldova ce uneşte oraşul Roman de Cotu Vameş
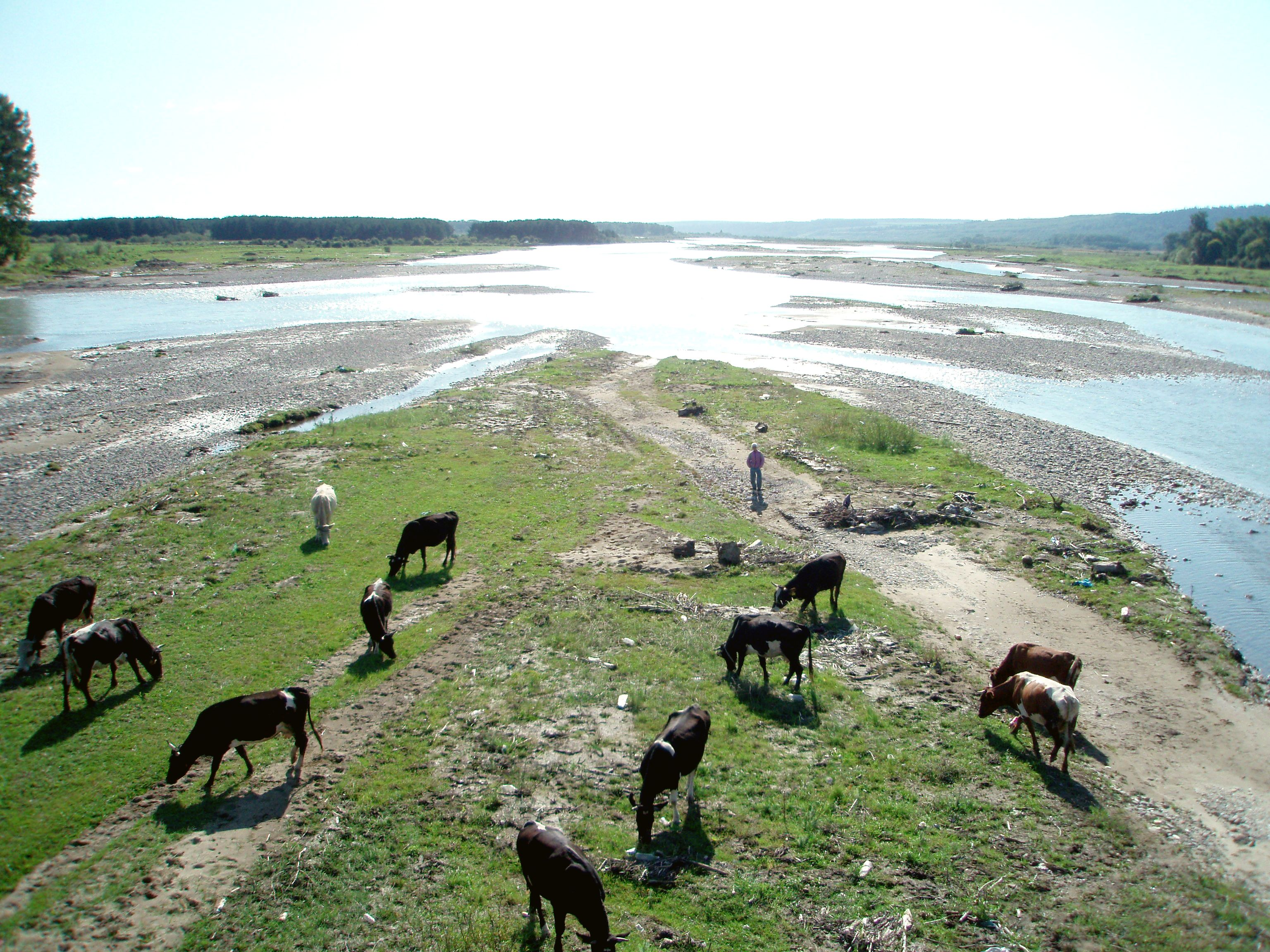
Râul Moldova
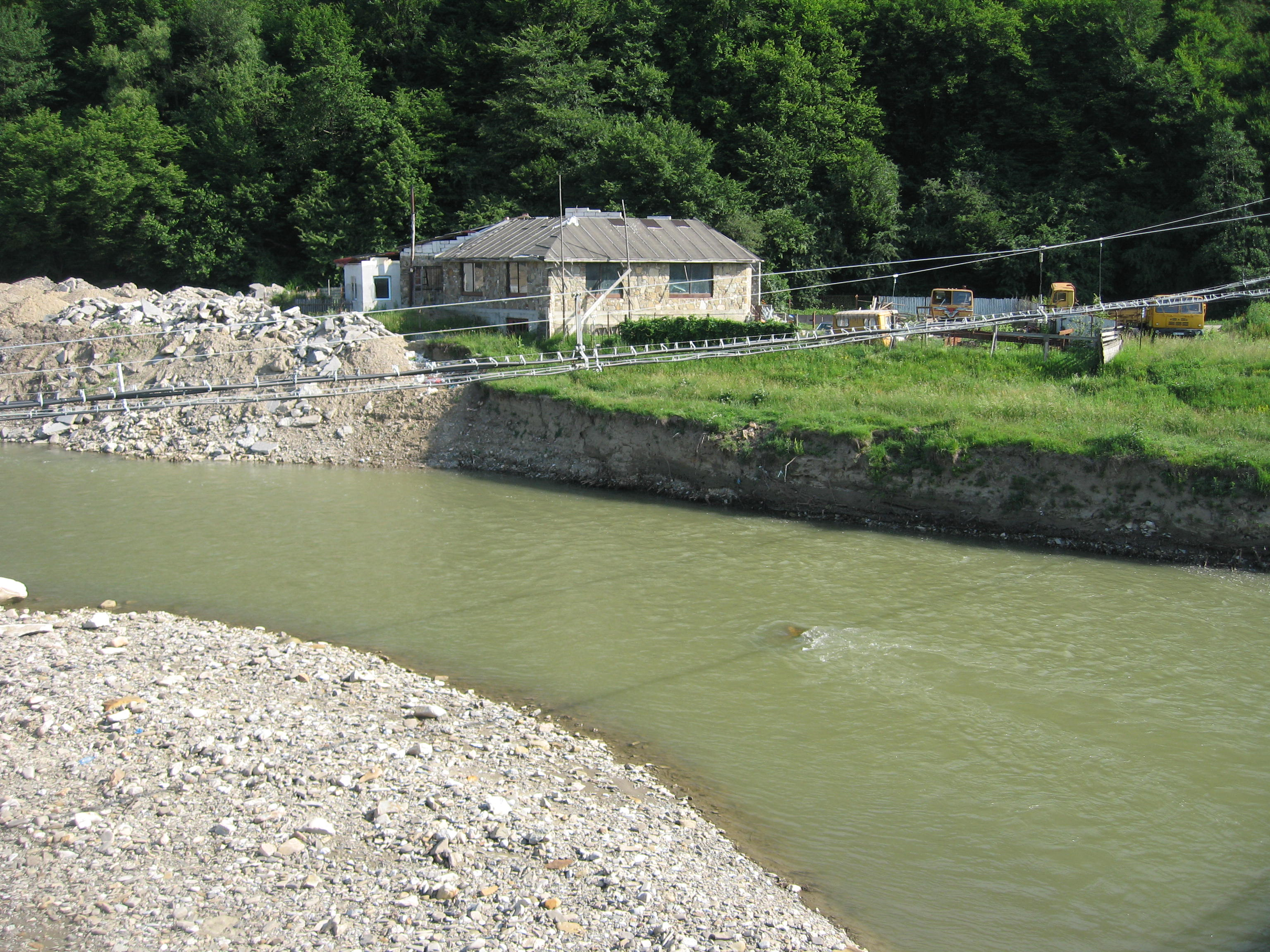
Râul Moldova în apropiere de oraşul Gura Humorului.

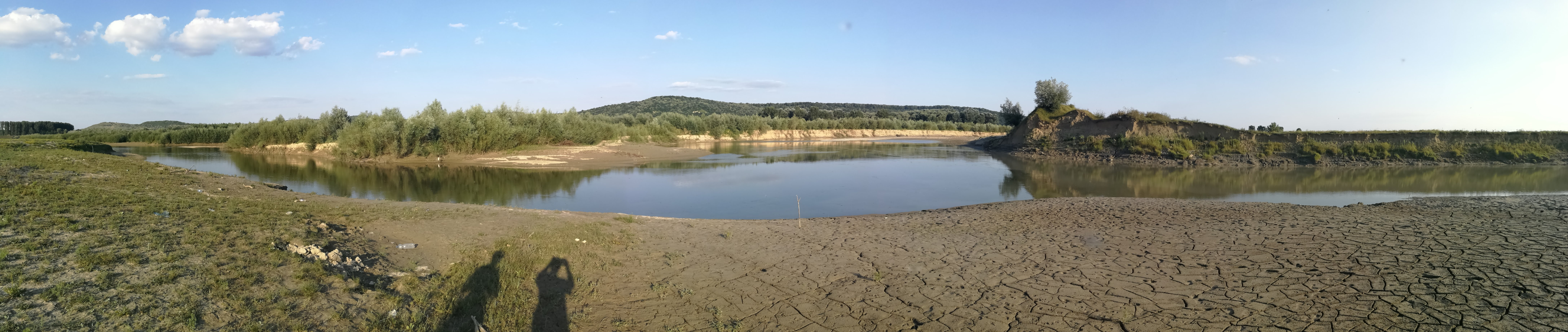
Vărsarea Moldovei (dreapta) în Siret, lângă Roman

## Hărți
- Harta județului Suceava
- Harta Obcinelor Bucovinene Arhivat în 30 iulie 2009, la Wayback Machine.
- Harta Munții Neamțului - Munții Stânișoarei
- Ovidiu Gabor - Economic Mechanism in Water Management Arhivat în 5 martie 2009, la Wayback Machine.
- Parcul Vânători-Neamț